# Football aux Jeux olympiques d'été de 2016
Cet article traite de l'épreuve des Jeux olympiques 2016. Pour la compétition des Jeux paralympiques réservée aux déficients visuels et athlètes mal voyants, voir Football à 5 aux Jeux paralympiques d'été de 2016. Pour celle réservée aux athlètes déficients cérébraux et assimilés, voir Football à 7 aux Jeux paralympiques d'été de 2016.
Navigation
Londres 2012 Tokyo 2020
Les compétitions de football des Jeux olympiques d'été de 2016 organisés à Rio de Janeiro (Brésil) se déroulent dans six villes brésiliennes du 3 au 20 août 2016.
Le tournoi masculin est réservé aux équipes nationales espoirs (jusqu'à 24 ans). Dans chaque équipe, au maximum trois joueurs de plus de 23 ans sont autorisés à prendre part à la compétition. 504 footballeurs sont attendus à concourir pour les deux titres mis en jeu.
Pour ces jeux, les hommes sont en compétition dans un tournoi de 16 équipes, et les femmes dans un tournoi de 12 équipes.

## Éligibilité des participants
Pour la compétition masculine, chaque équipe est composée de dix-huit joueurs, dont pas plus de trois nés avant le 1er janvier 1993. Pour la compétition féminine, chaque équipe est composée de dix-huit joueuses, et aucune restriction d'âge n'est imposée.

## Stades
Sept stades de six villes brésiliennes accueillent les matchs des deux tournois olympiques.
|                                                                  | Brasilia                                                               | São Paulo                                                              |
| Estádio Nacional                                                 | Arena Corinthians                                                      |                                                                        |
| Capacité : 69 349                                                | Capacité : 48 234                                                      |                                                                        |
|                                                                  |                                                                        |                                                                        |
| Belo Horizonte                                                   | \| Belo Horizonte Brasilia Manaus Salvador Rio de Janeiro São Paulo \| | \| Belo Horizonte Brasilia Manaus Salvador Rio de Janeiro São Paulo \| |
| Mineirão                                                         | \| Belo Horizonte Brasilia Manaus Salvador Rio de Janeiro São Paulo \| | \| Belo Horizonte Brasilia Manaus Salvador Rio de Janeiro São Paulo \| |
| Capacité : 58 170                                                | \| Belo Horizonte Brasilia Manaus Salvador Rio de Janeiro São Paulo \| | \| Belo Horizonte Brasilia Manaus Salvador Rio de Janeiro São Paulo \| |
|                                                                  | \| Belo Horizonte Brasilia Manaus Salvador Rio de Janeiro São Paulo \| | \| Belo Horizonte Brasilia Manaus Salvador Rio de Janeiro São Paulo \| |
| Salvador                                                         | \| Belo Horizonte Brasilia Manaus Salvador Rio de Janeiro São Paulo \| | \| Belo Horizonte Brasilia Manaus Salvador Rio de Janeiro São Paulo \| |
| Itaipava Arena Fonte Nova                                        | \| Belo Horizonte Brasilia Manaus Salvador Rio de Janeiro São Paulo \| | \| Belo Horizonte Brasilia Manaus Salvador Rio de Janeiro São Paulo \| |
| Capacité : 51 700                                                | \| Belo Horizonte Brasilia Manaus Salvador Rio de Janeiro São Paulo \| | \| Belo Horizonte Brasilia Manaus Salvador Rio de Janeiro São Paulo \| |
|                                                                  | \| Belo Horizonte Brasilia Manaus Salvador Rio de Janeiro São Paulo \| | \| Belo Horizonte Brasilia Manaus Salvador Rio de Janeiro São Paulo \| |
| Manaus                                                           | Rio de Janeiro                                                         | Rio de Janeiro                                                         |
| Arena da Amazônia                                                | Stade olympique                                                        | Stade Maracanã                                                         |
| Capacité : 40 549                                                | Capacité : 60 000                                                      | Capacité : 74 738                                                      |
|                                                                  |                                                                        |                                                                        |
| Belo Horizonte Brasilia Manaus Salvador Rio de Janeiro São Paulo |                                                                        |                                                                        |

## Qualifications

### Hommes
Chaque comité national olympique ne peut engager qu'une seule équipe dans la compétition.
| Tournoi qualificatif                                 | Date                         | Lieu                      | Places | Qualifiés                         |
| ---------------------------------------------------- | ---------------------------- | ------------------------- | ------ | --------------------------------- |
| Pays organisateur                                    |                              |                           | 1      | Brésil                            |
| Euro espoirs 2015                                    | 17-30 juin 2015              | Tchéquie                  | 4      | Allemagne Danemark Portugal Suède |
| Coupe d'Afrique des nations des moins de 23 ans 2015 | 28 novembre-12 décembre 2015 | Sénégal                   | 3      | Algérie Nigeria Afrique du Sud    |
| Championnat d'Asie de football des moins de 23 ans   | 12-30 janvier 2016           | Qatar                     | 3      | Corée du Sud Japon Irak           |
| Tournoi pré-olympique CONCACAF                       | 1-13 octobre 2015            | États-Unis                | 2      | Honduras Mexique                  |
| Championnat sud-américain des moins de 20 ans 2015   | 14 janvier-7 février 2015    | Uruguay                   | 1      | Argentine                         |
| Jeux du Pacifique de 2015 (en)                       | 3-17 juillet 2015            | Papouasie-Nouvelle-Guinée | 1      | Fidji                             |
| Barrage CONCACAF-CONMEBOL (États-Unis/Colombie)      | 21-29 mars 2016              | Aller-retour              | 1      | Colombie                          |
| Total                                                |                              |                           | 16     |                                   |

### Femmes
Chaque Comité national olympique peut engager une seule équipe dans la compétition.
| Tournoi qualificatif                              | Date                   | Lieu       | Places | Qualifiés               |
| ------------------------------------------------- | ---------------------- | ---------- | ------ | ----------------------- |
| Pays organisateur                                 |                        |            | 1      | Brésil                  |
| Copa América féminine 2014                        | 11-28 septembre 2014   | Équateur   | 1      | Colombie                |
| (UEFA) Coupe du monde 2015                        | 6 juin-5 juillet 2015  | Canada     | 2      | Allemagne France        |
| Tournoi pré-olympique féminin de l'UEFA 2016      | 2-9 mars 2016          | Pays-Bas   | 1      | Suède                   |
| Tournoi pré-olympique féminin de l'AFC 2015-2016  | 29 février-9 mars 2016 | Japon      | 2      | Australie Chine         |
| Tournoi pré-olympique féminin de la CAF 2015      | 2-18 octobre 2015      | Itinérant  | 2      | Afrique du Sud Zimbabwe |
| Tournoi pré-olympique féminin de la CONCACAF 2016 | 10-21 février 2016     | États-Unis | 2      | Canada États-Unis       |
| Tournoi pré-olympique féminin de l'OFC 2016       | 23 janvier 2016        | Itinérant  | 1      | Nouvelle-Zélande        |
| Total                                             |                        |            | 12     |                         |

## Résultats

### Podiums
| Épreuves                   | Or        | Argent    | Bronze  |
| -------------------------- | --------- | --------- | ------- |
| Hommes résultats détaillés | Brésil    | Allemagne | Nigeria |
| Femmes résultats détaillés | Allemagne | Suède     | Canada  |

### Tableau des médailles
| Rang  | Nation    | Or | Argent | Bronze | Total |
| ----- | --------- | -- | ------ | ------ | ----- |
| 1     | Allemagne | 1  | 1      | 0      | 2     |
| 2     | Brésil    | 1  | 0      | 0      | 1     |
| 3     | Suède     | 0  | 1      | 0      | 1     |
| 4     | Nigeria   | 0  | 0      | 1      | 1     |
| 4     | Canada    | 0  | 0      | 1      | 1     |
| Total | Total     | 2  | 2      | 2      | 6     |